# Joseph Rieder
Joseph Rieder (* 18. November 1797 in Kenzingen; † 24. Oktober 1848 in Wolfach) war ein deutscher Verwaltungsbeamter.

## Leben
Joseph Rieder studierte Rechtswissenschaften an der Albert-Ludwigs-Universität Freiburg. 1816 wurde er Mitglied des Corps Suevia Freiburg. 1818 legte er die juristische Prüfung ab. Anschließend war er bis 1821 Praktikant beim Bezirksamt Kenzingen und von 1821 bis 1822 beim Bezirksamt Durlach. Von 1822 bis 1824 war er dort besoldeter Praktikant. 1824 wurde er Amtsassessor in Pforzheim sowie 1825 Amtsassessor und 1832 Amtmann in Emmendingen. 1837 wurde er zum Oberamtmann und Amtsvorstand des Bezirksamts Ettenheim ernannt. 1848 wechselte er als Amtsvorstand zum Bezirksamt Stockach und 1848 zum Bezirksamt Wolfach, wo er noch im gleichen Jahr starb.

## Auszeichnungen
- Ritterkreuz des Ordens vom Zähringer Löwen, 1844